# Exechia palmata
Exechia palmata är en tvåvingeart som beskrevs av Oskar Augustus Johannsen 1912. Exechia palmata ingår i släktet Exechia och familjen svampmyggor. Inga underarter finns listade i Catalogue of Life.